# Římskokatolická farnost Království
Římskokatolická farnost Království je církevní správní jednotka sdružující římské katolíky na území vesnice Království a v jejím okolí. Organizačně spadá do děčínského vikariátu, který je jedním z 10 vikariátů litoměřické diecéze. Centrem farnosti je kostel svatého Vavřince v Království.

## Historie farnosti
Farnost byla kanonicky zřízena v roce 1848. Od tohoto roku byly vedeny matriky.

### Duchovní správcové vedoucí farnost

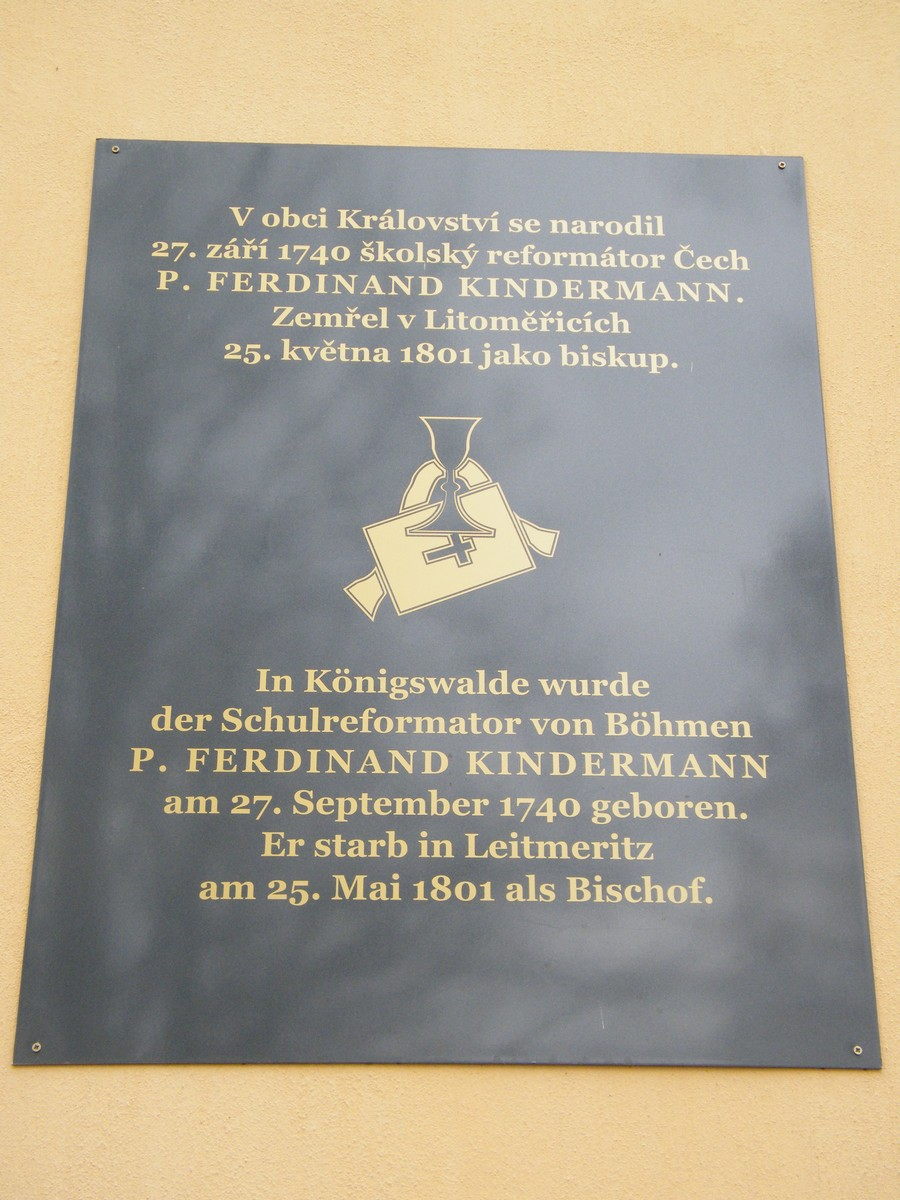
Pamětní deska rodáka z Království Ferdinanda Kindermanna

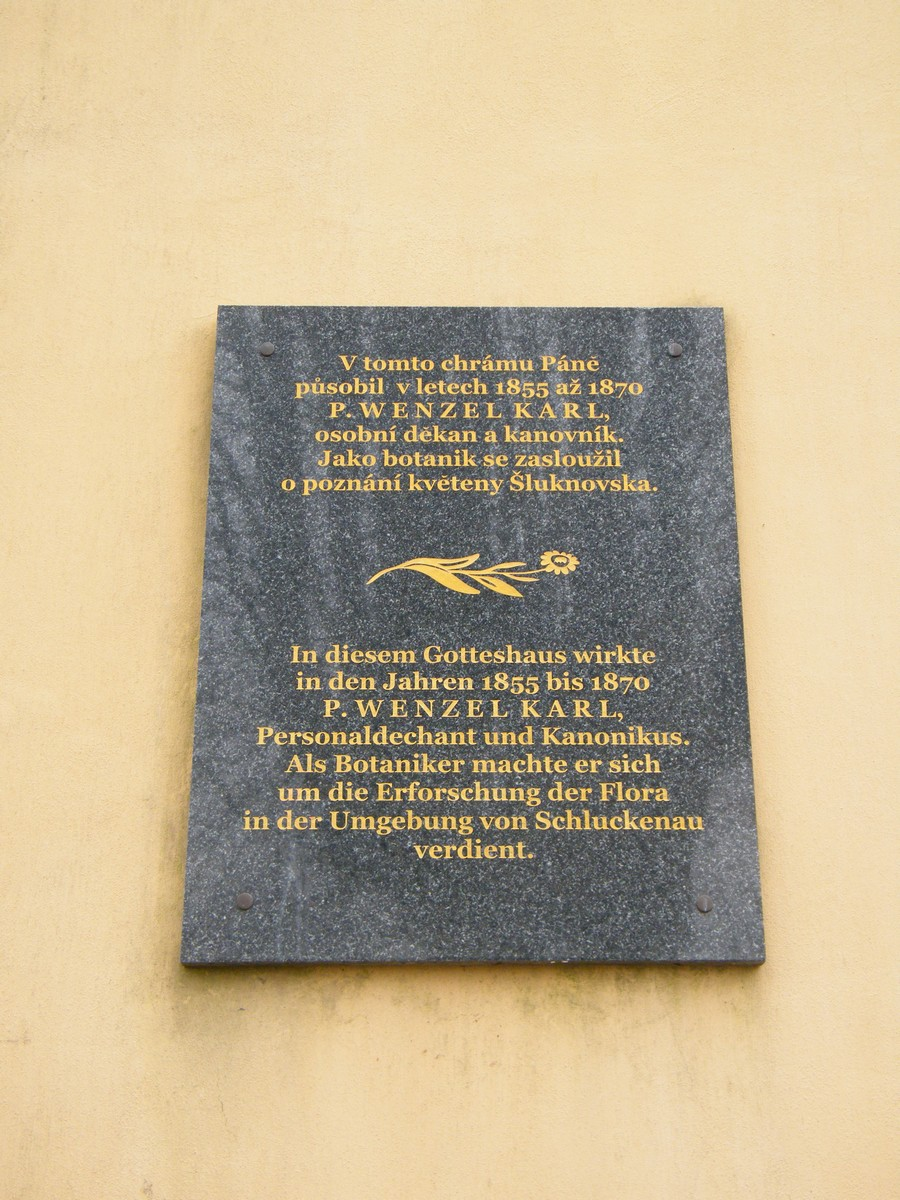
Pamětní deska na R.D. Wenzela Karla

Začátek působnosti jmenovaného v duchovní správě farnosti od:
- 1848   proto-par. (prvo-farář) Anton. Friedrich, n. 25. 7. 1810 Brandens., 20. 8. 1837, † 25. 4. 1894
- 1856   Wenzel Karl, osobní děkan, kanovník, významný botanik, n. 8. 4. 1802 Saaz, o. 4. 9. 1826, † 10. 6. 1870
- 1871   par. vacat, admin. int. Anton. Rösler
- 1872   Franc. Dressler, n. 17. 12. 1823 Kommotau, o. 4. 7. 1848, † 21. 5. 1890
- 1877   par. vacat, admin. int. Franc. Grosse
- 1878   Jos. Boehm, n. 19. 6. 1827 Pablowitz, o. 25. 7. 1851, † 20. 5. 1903
- 1881   par. vacat, admin. int. Franc. Grosse
- 1881   Paul. Schirz, n. 30. 3. 1827 Leipa, o. 25. 7. 1851, † 30. 12. 1899
- 1886   par. vacat, admin. int. Anton Langhans
- 1887   Anton Langhans, n. 31. 5. 1843 Georgswalde, o. 15. 7. 1867, † 24. 6. 1891
- 1891   par. vacat, admin. int. Anton. Herglotz
- 1893   Franc. Günther, n. 13. 10. 1856 Wolfersdorf., o. 19. 7. 1879, †  4. 11. 1916
- 1896   Gust. Kügler, n. 23. 6. 1846 Waltersdorf, o. 20. 7. 1869, † 23. 7. 1927
- 1901   Adolph. Pohnert, n. 16. 10. 1870 Reitschowes, o. 2. 7. 1893, † 27. 11. 1916
- 15. 3. 1917 Albert. Eyting, n. 7. 7. 1880 Rees, o. 12. 7. 1908, † 14. 2. 1962
- 1. 5.  1957 Alois Frajt
- 22. 1. 1958 František Půlpán
- 1. 11. 1974 Václav Teplý SDB,  admin. exc. ze Šluknova
- 15. 11. 1996 Jaroslav Gajdošík, admin. exc. ze Šluknova
- 1. 8.  1997 Pavel Krejcar, admin. exc. ze Šluknova
- 1. 8. 1998 Jiří Sucharda, admin. exc. ze Šluknova
- 15. 11. 2003 Pavel Procházka, admin. exc. ze Šluknova[2]

Kromě kněží stojících v čele farnosti, působili ve farnosti v průběhu její historie i jiní kněží. Většinou pracovali jako farní vikáři, kaplani, katecheté, výpomocní duchovní aj.

### Kněží rodáci
- Ferdinand Kindermann, 7. litoměřický biskup

## Území farnosti
Do farnosti náleží území obce:
- Království (Königswalde[p 2])

## Římskokatolické sakrální stavby na území farnosti
| | Fotografie | Stavba                     | Místo      | Bohoslužby                      | Zeměpisné souřadnice             | Status              | Číslo kulturní památky     |
| Kostel | Kostel     | Kostel                     | Kostel     | Kostel                          | Kostel                           | Kostel              | Kostel                     |
| --- | ---------- | -------------------------- | ---------- | ------------------------------- | -------------------------------- | ------------------- | -------------------------- |
| 1. |            | Kostel svatého Vavřince    | Království | bližší informace o bohoslužbách | 50°59′53″ s. š., 14°29′22″ v. d. | farní kostel        | –                          |
| Kaple |            |                            |            |                                 |                                  |                     |                            |
| 2. |            | Kaple Nejsvětější Trojice  | Království | bohoslužby příležitostně        | 50°59′40″ s. š., 14°30′8″ v. d.  | kaple               | –                          |
| 3. |            | Kaple Panny Marie Bolestné | Království | bohoslužby příležitostně        | 50°59′52″ s. š., 14°29′29″ v. d. | kaple               | –                          |
| 4. |            | Kaple Kalvárie             | Království | bohoslužby příležitostně        | 51°0′17″ s. š., 14°29′42″ v. d.  | kaple křížové cesty | 105495 (Pk•MIS•Sez•Obr•WD) |
| 5. |            | Kaple Bičování Krista      | Království | bohoslužby příležitostně        | 51°0′16″ s. š., 14°29′40″ v. d.  | kaple křížové cesty | 105495 (Pk•MIS•Sez•Obr•WD) |
| Zaniklé objekty |            |                            |            |                                 |                                  |                     |                            |
| 6. |            | Kaple svatého Vavřince     | Království | nelze sloužit                   | 50°59′49″ s. š., 14°29′37″ v. d. | kaple               | –                          |
| 7. |            | Kaple svatého Josefa       | Království | nelze sloužit                   | 51°0′4″ s. š., 14°29′27″ v. d.   | kaple               | –                          |
| 8. |            | Kaple Božího hrobu         | Království | nelze sloužit                   | 51°0′17″ s. š., 14°29′41″ v. d.  | kaple křížové cesty | –                          |
| 9. |            | Kaple Žaláře Krista        | Království | nelze sloužit                   | 51°0′16″ s. š., 14°29′39″ v. d.  | kaple křížové cesty | –                          |
| Některé drobné sakrální stavby a pamětihodnosti lze dohledat zde v databázi Drobné sakrální památky Zaniklé sakrální stavby lze dohledat zde v databázi Poškozené a zničené kostely, kaple a synagogy v České republice |            |                            |            |                                 |                                  |                     |                            |

Ve farnosti se mohou nacházet i další drobné sakrální stavby, místa římskokatolického kultu a pamětihodnosti, které neobsahuje tato tabulka.

## Příslušnost k farnímu obvodu
Z důvodu efektivity duchovní správy byl vytvořen farní obvod (kolatura) farnosti – arciděkanství Šluknov, jehož součástí je i farnost Království, která je tak spravována excurrendo. Přehled těchto kolatur je v tabulce farních obvodů děčínského vikariátu.